# Condado de Zambrów
Condado de Zambrów (polaco: powiat zambrowski) é um powiat (condado) da Polónia, na voivodia de Podláquia. A sede do condado é a cidade de Zambrów. Estende-se por uma área de 733,11 km², com 44 994 habitantes, segundo os censos de 2005, com uma densidade 61,37 hab/km².

## Divisões admistrativas
O condado possui:
Comunas urbanas: Zambrów
Comunas rurais: Kołaki Kościelne, Rutki, Szumowo, Zambrów
Cidades: Zambrów

## Demografia
População (dados de 30 de Junho de 2005):
|          | Total   | Total | Mulheres | Mulheres | Homens  | Homens |
| -------- | ------- | ----- | -------- | -------- | ------- | ------ |
|          | pessoas | %     | pessoas  | %        | pessoas | %      |
| Total    | 44 994  | 100   | 22 640   | 50,3     | 22 354  | 49,7   |
| Cidades  | 22 859  | 100   | 11 826   | 51,7     | 11 033  | 48,3   |
| Povoados | 22 135  | 100   | 10 814   | 48,9     | 11 321  | 51,1   |